# غل ريزك (مقاطعة فراشبند)
غل ريزك (بالفارسية: گل ریزک) هي قرية تقع في قسم دهرم الريفي في إيران.